# CNN Philippines
CNN Philippines (CNN PH) était la chaîne philippine d'information lancée conjointement par CNN, Nine Media Corporation et Radio Philippines Network. Elle a commencé ses émissions le 16 mars 2015 à 06:00 heures (UTC+8).
La chaîne a été fermée le 31 janvier 2024 en raison de problèmes financiers, elle a été remplacée par RPTV.

## Programmes
- CNN Philippines News Night
- CNN Philippines Newsroom
- CNN Philippines New Day
- CNN Philippines Updates
- CNN Philippines Balitaan
- CNN Philippines Sports Desk
- Leading Women (produit par Go Motion Productions)
- Medtalk
- Profiles
- Political Insider
- Story of the Filipino
- The Boardroom
- The Source
- CNN Philippines Traffic Center
- The Service Road

## Présentateurs
- Pia Hontiveros
- Pinky Webb
- Claire Celdran
- Mico Halili
- Amelyn Veloso